# Palaiargia obiensis
Palaiargia obiensis là một loài chuồn chuồn kim trong họ Coenagrionidae.
Palaiargia obiensis được Lieftinck miêu tả khoa học năm 1957.